# Саїд Алі Бабачі
Саїд Алі Бабачі (12 березня 1915, Афганістан) — афганський хокеїст, що представляв Афганістан на літніх Олімпійських іграх 1936.
Нападник. Брав участь у змаганнях з хокею на траві.